# Stelio Posar
Stelio Posar (Trieste, 25 febbraio 1933 – Livorno, 20 novembre 2017) è stato un cestista e allenatore di pallacanestro italiano.

## Carriera
Ha vestito le maglie di: Società Ginnastica Triestina, Cama Livorno, Fortitudo Bologna, Libertas Livorno, Portuale Livorno e Pallacanestro Livorno.
Con la Nazionale ha preso parte a tre edizioni degli Europei: 1953, 1955 e 1957. In totale ha disputato 44 incontri in maglia azzurra, realizzando 231 punti.
Successivamente ha lavorato come allenatore e istruttore per la Libertas Livorno e la Pallacanestro Livorno, contribuendo a forgiare innumerevoli campioni tra cui Alessandro Fantozzi. Nell'Ottobre del 2016, riceve il premio alla carriera dalla Labronica Basket Livorno che ritira la maglia numero 14 del vecchio CAMA e gli intitola la palestra di Via Pera.